# Кућа са окућницом у Ритишеву
Кућа са окућницом у Ритишеву, насељеном месту на територији града Вршца, формирана је  крајем 19. века и представља непокретно културно добро као споменик културе.
Окућница се састоји од две куће, летње кухиње, шупе, чардака, амбара и других помоћних зграда организованих у затворену градитељску целину. Зграде образују квадратни простор чистог дворишта, које је са економским повезано пролазом са капијом испод чардака. Према уличном фронту подигнут је зид који повезује куће подражавајући њихову фасаду отворима у виду прозора, пиластрима и украсном профилацијом у малтеру, стварајући привид преке куће која је крајем 19. века као дериват градске продирала у село. 
Као одраз имагинације наручиоца изражене организацијом кућишта и обрадом уличног изгледа, окућница у Ритишеву представља занимљив пример народног градитељства.